# Jouko Karjalainen
Jouko Kalevi Karjalainen (ur. 27 lipca 1956 w Kajaani) – fiński narciarz, specjalista kombinacji norweskiej, dwukrotny medalista olimpijski oraz czterokrotny medalista mistrzostw świata.

## Kariera
Pierwszą dużą imprezą w karierze Karjalainena były mistrzostwa świata w Lahti w 1978 roku. Jouko po skokach znajdował się na czwartej pozycji, jednak w biegu zaprezentował się słabiej i ostatecznie został sklasyfikowany na ósmym miejscu. Pierwszy sukces osiągnął dwa lata później, podczas igrzysk olimpijskich w Lake Placid. W rozgrywanych tam zawodach indywidualnych awansował z siódmego miejsca po skokach na drugie po biegu. Lepszy okazał się tylko reprezentant NRD Ulrich Wehling, a trzecie miejsce zajął jego rodak Konrad Winkler. W 1981 roku wygrał zawody w kombinacji podczas Holmenkollen ski festival. Rok później wystąpił na mistrzostwach świata w Oslo, gdzie indywidualnie był czwarty, przegrywając walkę o brązowy medal z Uwe Dotzauerem z NRD. W zawodach drużynowych wspólnie z Rauno Miettinenem i Jormą Etelälahtim wywalczył srebrny medal. Po skokach zajmowali trzecie miejsce, z niewielką stratą do zajmujących drugie miejsce Norwegów. W biegu zdołali ich wyprzedzić, jednak po podliczeniu punktów okazało się, że Norwegowie i Finowie uzyskali identyczny wynik punktowy (1243,60 pkt), wobec czego srebrne medale przyznano obu drużynom.
W Pucharze Świata zadebiutował 17 grudnia 1983 roku, w pierwszych w historii zawodach tego cyklu, rozegranych w Seefeld. Zajął tam czwarte miejsce co jak się później okazało miało pozostać jego najlepszym pucharowym wynikiem. W pozostałej części sezonu 1983/1984 w czołowej dziesiątce znalazł się tylko raz, 3 marca 1984 roku w Lahti zajmując dziesiątą pozycję. W klasyfikacji generalnej zajął 14. miejsce. W lutym 1984 roku wystąpił na igrzyskach olimpijskich w Sarajewie. W zawodach indywidualnych zdołał awansować z piętnastej pozycji, którą zajmował po skokach aż na drugie po biegu. Na trasie biegu był zdecydowanie najlepszy, nie wystarczyło to jednak, by pokonać złotego medalistę Toma Sandberga z Norwegii. Tym samym Karjalainen zdobył drugi w swojej karierze srebrny medal olimpijski, bezpośrednio wyprzedzając swego rodaka Jukkę Ylipulliego. Miesiąc po igrzyskach wraz z Miettinenem i Ylipullim zdobył srebrny medal w zawodach drużynowych podczas mistrzostw świata w Rovaniemi.
W zawodach Pucharu Świata startował sporadycznie do sezonu 1987/1988, jednak sukcesów nie osiągnął. W tym czasie wystartował jeszcze na mistrzostwach świata w Seefeld w 1985 roku. W zawodach indywidualnych wywalczył tam brązowy medal, ustępując tylko Hermannowi Weinbuchowi z RFN i Norwegowi Geirowi Andersenowi. Ponadto w sztafecie razem z Jyrim Pelkonenem i Jukką Ylipullim zdobył kolejny brązowy medal. W 1988 roku zakończył karierę.
Po zakończeniu kariery pracował jako trener. W latach 1998–2002 i 2006-2008 prowadził pierwszą reprezentację Finlandii w kombinacji norweskiej.

## Osiągnięcia

### Igrzyska olimpijskie
| Miejsce | Dzień     | Rok  | Miejscowość | Konkurencja              | Wynik zwycięzcy | Strata     | Zwycięzca      |
| ------- | --------- | ---- | ----------- | ------------------------ | --------------- | ---------- | -------------- |
| 2.      | 19 lutego | 1980 | Lake Placid | Indywidualnie K-90/15 km | 432.200 pkt     | -2.700 pkt | Ulrich Wehling |
| 2.      | 12 lutego | 1984 | Sarajewo    | Indywidualnie K-90/15 km | 422.595 pkt     | -5.695 pkt | Tom Sandberg   |

### Mistrzostwa świata
| Miejsce | Dzień       | Rok  | Miejscowość | Konkurencja              | Wynik zwycięzcy | Strata     | Zwycięzca        |
| ------- | ----------- | ---- | ----------- | ------------------------ | --------------- | ---------- | ---------------- |
| 8.      | 20 lutego   | 1978 | Lahti       | Indywidualnie K-90/15 km | 435.24 pkt      | -18.25 pkt | Konrad Winkler   |
| 4.      | 19 lutego   | 1982 | Oslo        | Indywidualnie K-90/15 km | 426.600 pkt     | -3.765 pkt | Tom Sandberg     |
| 2.      | 26 lutego   | 1982 | Oslo        | Sztafeta K-90/3x5 km     | 1295.92 pkt     | -52.32 pkt | NRD              |
| 2.      | 18 marca    | 1984 | Rovaniemi   | Sztafeta K-90/3x5 km     | 1189.46 pkt     | -3.14 pkt  | Norwegia         |
| 3.      | 18 stycznia | 1985 | Seefeld     | Gundersen K-90/15 km     | 410.10 pkt      | -13.50 pkt | Hermann Weinbuch |
| 3.      | 25 stycznia | 1985 | Seefeld     | Sztafeta K-90/3x5 km     | 1276.90 pkt     | -75.30 pkt | RFN              |

### Puchar Świata

#### Miejsca w klasyfikacji generalnej
- sezon 1983/1984: 14.
- sezon 1984/1985: 18.

#### Miejsca na podium chronologicznie
Karjalainen nigdy nie stał na podium indywidualnych zawodów Pucharu Świata.